# Pascal Torres
Pascal Torres Guardiola, né le 9 octobre 1964 à Sannois, est un conservateur du patrimoine et historien de l'art français. Il est également essayiste et romancier.

## Biographie
Conservateur au département des Arts graphiques du musée du Louvre, il est, jusqu'en 2014, responsable du fonds d'estampes de la collection Edmond de Rothschild et de la chalcographie du Louvre. Il est membre de la Real Academia de Bellas Artes de San Luis (es) de Saragosse (Espagne). Il dirige, dans le cadre d'une coédition Musée du Louvre/Éditions Le Passage, une collection d'essais autour du fonds Edmond de Rothschild.

## Publications

### Essais en français
- Barcelone, la passion de la liberté, coll. « Découvertes Gallimard / Culture et société » (no 142), Gallimard, 1992.
- La peinture en Espagne du XVe au XXe siècle, Que sais-je, PUF, Paris, 1998
- Van Dyck graveur. L'art du portrait, Le Passage, Paris, 2008.
- Les Batailles de l'empereur de Chine, Le Passage, Paris, 2009.
- La Collection Edmond de Rothschild au Musée du Louvre, Le Passage, Paris, 2010.
- Les Secrets du Louvre, Librairie Vuibert, Paris, 2013,  (ISBN 9782311008852).
- Les Secrets de Versailles, Librairie Vuibert, Paris, 2015,  (ISBN 9782311008869).

### Essais en espagnol
- El Cercle Maillol, les avantguardes barcelonines i l'institut Francés de Barcelona sota el franquisme, Barcelone, Parsifal, 1994.
- Cielos académicos, Consorcio cultural, Fuendetodos, 2005
- No se puede mirar, Goya-Mušič-Resnais, Goya-Fuendetodos, Saragosse, 2007.
- Eros y la Guillotina, Del Terror a la Libertad, Bicentenario, Quito, Ecuador, 2009.

### Fictions
- Miss Liberty, roman, Le Passage, Paris, 2008 [2]
- Chocs, roman, Le Passage, Paris, 2018

### Catalogues d’exposition
- Chefs-d'œuvre de la Renaissance italienne du musée du Louvre : la collection Edmond de Rothschild [exposition CAFA Art Museum, Pékin, 28 novembre 2010 – 23 janvier 2011]
- From Gesture to Language [exposition Rockbund Art Museum, Shanghai, 27 avril – 11 août 2013]  (ISBN 978-7-5404-6362-5)
- Voyages - Philippe Djian [exposition musée du Louvre, Paris, 27 novembre 2014 – 23 février 2015][3]  (ISBN 978-2-07-014711-3)
- Inventing Le Louvre : From Palace to Museum over 800 Years [exposition Hong Kong Heritage Museum, Hong Kong, 26 avril – 24 juillet 2017][4]  (ISBN 978-962-7287-19-3)

### Contributions
- Articles pour Le Dictionnaire de la pornographie (s/d Philippe Di Folco), Presses universitaires de France, Paris, 2005
- « Site archéologique de Montcaret » in 100 Monuments, 100 Écrivains, Éditions du Patrimoine, 2009 -  (ISBN 978-2-7577-0057-0)
- Articles pour Le Dictionnaire de la mort (s/d Philippe Di Folco), coll. In Extenso, Larousse, 2010
- « Livre fini / Livre infini, un musée de Jean-Philippe Toussaint »  in La Main et le Regard, Jean-Philippe Toussaint, Éditions du Louvre/Le Passage, 2012 -  (ISBN 978-2-84742-185-9)